# Rembieszów (gromada)
Rembieszów – dawna gromada, czyli najmniejsza jednostka podziału terytorialnego Polskiej Rzeczypospolitej Ludowej w latach 1954–1972.
Gromady, z gromadzkimi radami narodowymi (GRN) jako organami władzy najniższego stopnia na wsi, funkcjonowały od reformy reorganizującej administrację wiejską przeprowadzonej jesienią 1954 do momentu ich zniesienia z dniem 1 stycznia 1973, tym samym wypierając organizację gminną w latach 1954–1972.
Gromadę Rembieszów siedzibą GRN we Rembieszowie utworzono – jako jedną z 8759 gromad na obszarze Polski – w powiecie łaskim w woj. łódzkim, na mocy uchwały nr 31/54 WRN w Łodzi z dnia 4 października 1954. W skład jednostki weszły obszary dotychczasowych gromad Branica, Jeziorko, Rembieszów i Woźniki ze zniesionej gminy Zapolice oraz obszar dotychczasowej gromady Korzeń ze zniesionej gminy Widawa w tymże powiecie. Dla gromady ustalono 12 członków gromadzkiej rady narodowej.
Gromadę zniesiono 1 stycznia 1959, a jej obszar włączono do gromad Zapolice (kolonię Branica, wieś Branica Rembieszowska, wieś Branica Kalinowska, parcelację Bolesławiec, wieś i kolonię Jeziorko, osadę Anielów, wieś Woźniki oraz wieś, kolonię, parcelację i osadę młyńską Rembieszów) i Widawa (wieś i parcelację Korzeń) w tymże powiecie.